# آرتافرنه یکم
آرتافرنه یکم (به یونانی: Ἀρταφέρνης: , به زبان مادی رتافرنه)، زندگانی ۴۹۲–۵۱۳ پیش از میلاد، فرزند ویشتاسپ و برادر داریوش یکم شاهنشاه هخامنشی، ساتراپ ساتراپی لیدیه به مرکزیت سارد و یک فرمانده پارسی بود. او همچنین پدر آرتافرنه دوم یکی از فرماندهان نیروهای هخامنشی در لشکرکشی به دولت‌شهرهای یونانی بود. وی در جایگاه خود با یونانی‌ها تماس‌های زیادی برقرار کرد و نقش مهمی در سرکوب شورش ایونیان داشت.

## زندگی‌نامه

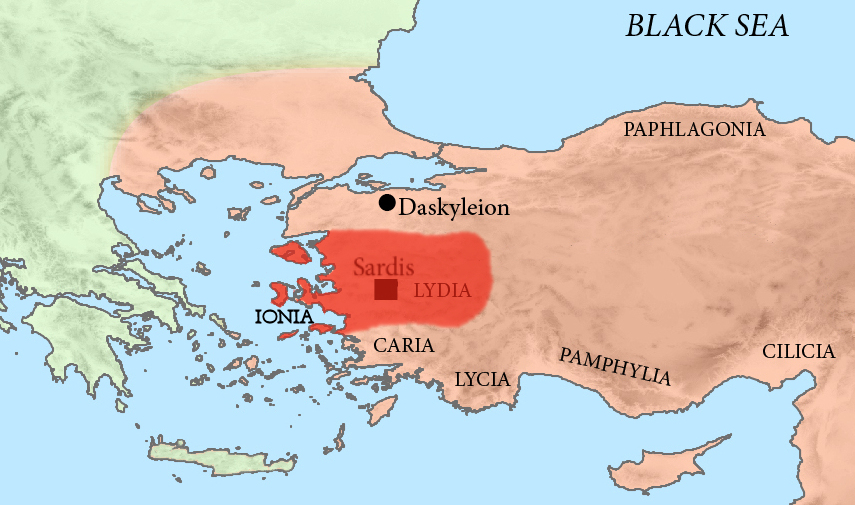
آرتافرنه ساتراپ ساتراپی لیدیه بود.

### اولین تماس‌ها با آتن (۵۰۷ پ. م)
در ۵۰۷ پ. م، آرتافرنه، برادر داریوش یکم در جایگاه ساتراپ آسیای کوچک به مرکزیت سارد بود. سفیری از آتن دریافت کرد، که احتمالاً توسط کلئیستنس فرستاده شده بود، تا برای مقاومت در برابر تهدیدهای اسپارت از هخامنشیان کمک بگیرد.
آرتافرنه در ازای کمک هخامنشی‌ها از آتنی‌ها درخواست «آب و خاک» کرد که نمادی از تسلیم سرزمین بود.
سفیران آتنی ظاهراً پذیرفتند که این کار را انجام داده و «آب و خاک» را بدهند.
آرتافرنه همچنین از آتنی‌ها خواست که هیپیاس آتنی به آتن بازگردد. او تهدید کرد که اگر هیپیاس را نپذیرند به آتن حمله خواهند کرد.

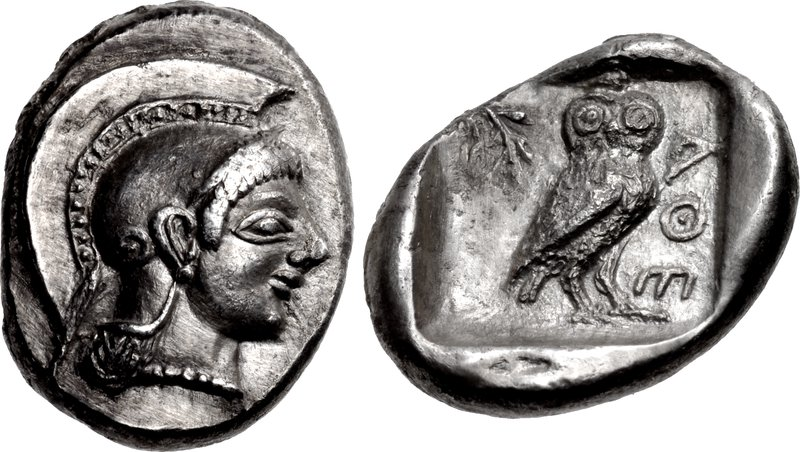
سکه ضرب شده آتن که در زمان اعزام سفیران آتنی به نزد آرتافرنه ضرب شده‌است. چهره آتنا، همراه با تصویر جغد و حرف ΑΘΕ، کوتاه شده کلمه "آتن". در حدود ۵۱۰–۵۰۰ / ۴۹۰ پ.م.

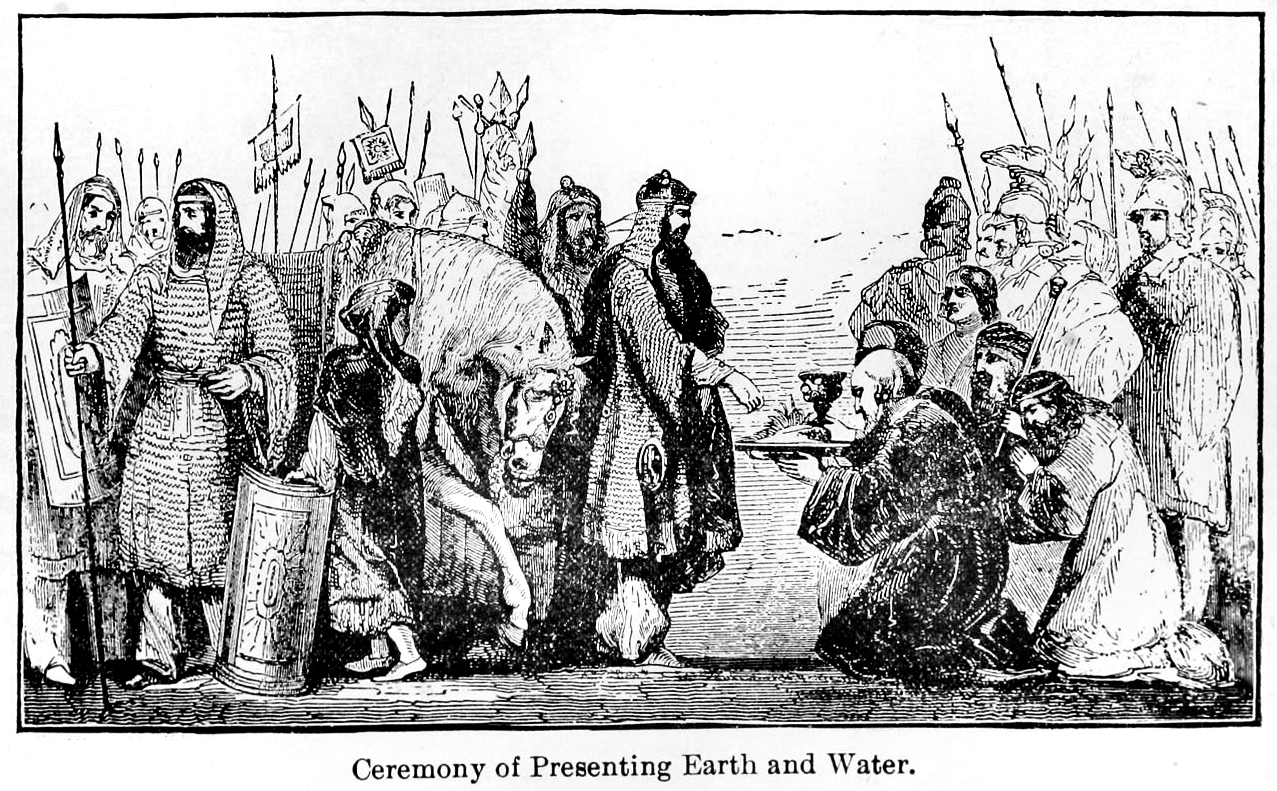
براساس کتاب هرودوت، در ۵۰۷ پ. م آتنی‌ها به درخواست هخامنشیان " آب و خاک "خود را به عنوان هدیه به آنها بخشیدند.